# Jens Keller
Jens Keller (Stoccarda, 24 novembre 1970) è un allenatore di calcio ed ex calciatore tedesco, di ruolo difensore.

## Statistiche

### Statistiche da allenatore
Statistiche aggiornate al 21 febbraio 2024. In grassetto le competizioni vinte.
| Stagione             | Squadra              | Campionato           | Campionato | Campionato | Campionato | Campionato | Coppe nazionali | Coppe nazionali | Coppe nazionali | Coppe nazionali | Coppe nazionali | Coppe continentali | Coppe continentali | Coppe continentali | Coppe continentali | Coppe continentali | Altre coppe | Altre coppe | Altre coppe | Altre coppe | Altre coppe | Totale | Totale | Totale | Totale | % Vittorie | Piazzamento |
| Stagione             | Squadra              | Comp                 | G          | V          | N          | P          | Comp            | G               | V               | N               | P               | Comp               | G                  | V                  | N                  | P                  | Comp        | G           | V           | N           | P           | G      | V      | N      | P      | %          | Piazzamento |
| -------------------- | -------------------- | -------------------- | ---------- | ---------- | ---------- | ---------- | --------------- | --------------- | --------------- | --------------- | --------------- | ------------------ | ------------------ | ------------------ | ------------------ | ------------------ | ----------- | ----------- | ----------- | ----------- | ----------- | ------ | ------ | ------ | ------ | ---------- | ----------- |
| ott.-dic. 2010       | Stoccarda            | BL                   | 9          | 2          | 3          | 4          | CG              | 1               | 1               | 0               | 0               | UEL                | 3                  | 2                  | 0                  | 1                  | -           | -           | -           | -           | -           | 13     | 5      | 3      | 5      | 38,46      | Sub, Eson   |
| dic. 2012-2013       | Schalke 04           | BL                   | 17         | 9          | 3          | 5          | CG              | 1               | 0               | 0               | 1               | UCL                | 2                  | 0                  | 1                  | 1                  | -           | -           | -           | -           | -           | 20     | 9      | 4      | 7      | 45,00      | Sub,4°      |
| 2013-2014            | Schalke 04           | BL                   | 34         | 19         | 7          | 8          | CG              | 3               | 2               | 0               | 1               | UCL                | 10                 | 4                  | 2                  | 4                  | -           | -           | -           | -           | -           | 47     | 25     | 9      | 13     | 53,19      | 3°          |
| ago.-ott. 2014       | Schalke 04           | BL                   | 7          | 2          | 2          | 3          | CG              | 1               | 0               | 0               | 1               | UCL                | 2                  | 0                  | 2                  | 0                  | -           | -           | -           | -           | -           | 10     | 2      | 4      | 4      | 20,00      | Eson        |
| Totale Schalke 04    | Totale Schalke 04    | Totale Schalke 04    | 58         | 30         | 12         | 16         |                 | 5               | 2               | 0               | 3               |                    | 14                 | 4                  | 5                  | 5                  |             | -           | -           | -           | -           | 77     | 36     | 17     | 24     | 46,75      |             |
| 2016-2017            | Union Berlino        | 2BL                  | 34         | 18         | 6          | 10         | CG              | 2               | 1               | 1               | 0               | -                  | -                  | -                  | -                  | -                  | -           | -           | -           | -           | -           | 36     | 19     | 7      | 10     | 52,78      | 4°          |
| lug.-dic. 2017       | Union Berlino        | 2BL                  | 16         | 7          | 5          | 4          | CG              | 2               | 1               | 0               | 1               | -                  | -                  | -                  | -                  | -                  | -           | -           | -           | -           | -           | 18     | 8      | 5      | 5      | 44,44      | Eson        |
| Totale Union Berlino | Totale Union Berlino | Totale Union Berlino | 50         | 25         | 11         | 14         |                 | 4               | 2               | 1               | 1               |                    | -                  | -                  | -                  | -                  |             | -           | -           | -           | -           | 54     | 27     | 12     | 15     | 50,00      |             |
| dic. 2018-mar. 2019  | Ingolstadt 04        | 2BL                  | 12         | 3          | 2          | 7          | CG              | 0               | 0               | 0               | 0               | -                  | -                  | -                  | -                  | -                  | -           | -           | -           | -           | -           | 12     | 3      | 2      | 7      | 25,00      | Sub, Eson   |
| nov. 2019-2020       | Norimberga           | 2BL                  | 21         | 5          | 8          | 8          | CG              | 0               | 0               | 0               | 0               | -                  | -                  | -                  | -                  | -                  | -           | -           | -           | -           | -           | 21     | 5      | 8      | 8      | 23,81      | Sub, 16°    |
| ott. 2023-2024       | Sandhausen           | 3L                   | 15         | 7          | 5          | 3          | CG              | 1               | 0               | 0               | 1               | -                  | -                  | -                  | -                  | -                  | -           | -           | -           | -           | -           | 16     | 7      | 5      | 4      | 43,75      | Sub         |
| Totale carriera      | Totale carriera      | Totale carriera      | 165        | 72         | 41         | 52         |                 | 11              | 5               | 1               | 5               |                    | 17                 | 6                  | 5                  | 6                  |             | -           | -           | -           | -           | 193    | 83     | 47     | 63     | 43,01      |             |

## Palmarès

### Giocatore
- Campionato tedesco: 1

Stoccarda: 1991-1992